# Hydroptila lagoi
Hydroptila lagoi är en nattsländeart som beskrevs av Harris 1985. Hydroptila lagoi ingår i släktet Hydroptila och familjen smånattsländor. Inga underarter finns listade i Catalogue of Life.